# Янушкевич, Борис Семёнович
Бори́с Семёнович Янушке́вич (24 июля 1872 — 2 мая 1965) — член III Государственной думы от Гродненской губернии, крестьянин.

## Биография
Православный, крестьянин деревни Раневичи Свислочской волости Волковысского уезда.
Окончил начальное училище при Свислочской учительской семинарии. Воинскую повинность отбывал в лейб-гвардии Литовском полку, где окончил учебную команду и получил звание ротного каптенармуса. В 1896 году был командирован в Москву на коронацию Николая II и Александры Фёдоровны.
Занимался земледелием (9 десятин надельной земли), держал почтовую станцию при Свислочском волостном правлении. Был женат.
В 1909 году на дополнительных выборах был избран членом III Государственной думы от Гродненской губернии. Газета «Голос Москвы» сообщала:

ГРОДНО. Закончились выборы члена Гос. Думы от гродненской губернии вместо умершего Соловья. Выборы показали, что среди выборщиков политические убеждения не изменились. Выборщики — помещики-поляки голосовали вместе с выборщиками от православных братств. Избран крестьянин Борис Семёнович Янушкевич, называющий себя правым.

Входил в русскую национальную фракцию. Состоял членом комиссий: по рабочему вопросу, по местному самоуправлению, о мерах по борьбе с пожарами, по направлению законодательных предположений. 
Янушкевич жил на территории, вошедшей после гражданской войны в состав Польши. После 1939 года по сведениям правнука Б. С. Янушкевич был раскулачен, по другим сведениям — односельчанам его удалось отстоять, после чего Янушкевич вступил в колхоз. Борис Семёнович умер 2 мая 1965 года, похоронен в Свислочи.